# Комплютенська Поліглотта
Комплютенской Поліглотта (лат. Biblia Polyglotta Complutense) — перше друковане видання Біблії у вигляді поліглотти, здійснене за бажанням кардинала Хіменеса в 1514–1517 роках і яке побачило світ в 1522 році в іспанському місті Алькала-де-Енарес (римська назва Complutum). Старий Завіт надрукований на чотирьох мовах — єврейський текст Танаха з арамейською таргумам Онкелоса (тільки П'ятикнижжя), латинська Вульгата і грецька Септуагінта; Новий Завіт був опублікований  латинською і грецькою мовами. Комплютенской Поліглотта містила перше повне друковане видання грецького Старого і Нового Завіту, але, в силу ряду обставин, у світ вийшла вже після публікації грецького Нового Заповіту Еразма Роттердамського (+1516) і тритомної грецької Біблії Альда Мануція (1518). Поліглотта призначалася для навчальних цілей, була забезпечена греко-латинською, єврейською, арамейською словниками та єврейської граматикою; на полях єврейського і арамейської тексту були поміщені коріння слів. З 600 надрукованих шеститомного поліглотт відоме місцезнаходження щонайменше 97; значна частина тиражу загинула ще в XVI столітті під час аварії корабля при транспортуванні в Італію. Комплютенской Поліглотта стала зразком для наступних багатомовних біблійних видань.

## Комментарі
1. ↑  Загального заголовка у оригінального видання не було. На титульному аркуші першого тому значилося: лат. Vetus Testamentū multiplici lingua nūc primo impressum, et imprimis Pentateuchus Hebraico Greco atq Chaldaico idiomate, adiūcta vnicuiqsua latina interpretatione, — «Старий Завіт на декількох мовах нині вперше надрукований, і перш за все П'ятикнижжя єврейське і грецьке, також з халдейским мовою, з додаванням до всіх оним латинським перекладом». Три наступні томи Старого Завіту забезпечувалися підзаголовком «Друга частина Старого Завіту...» і далі. (лат. Secūda pars Veteris testamenti... [etc.]) Новий Завіт був озаглавлений: лат. Nouum Testamentum Grece Latine in Academia Complutensi, nouiter impressum — «Новий Завіт грецький [і] латинський в Алькальской Академії знову надрукований». Шостий — словниковий — тому іменувався: лат. Vocabularium Hebraicum atq chaldaicū totius veteris Testamenti cū alijs tractatibus prout infra in prefatione continentur in academia complutensi nouiter impressum — «Словарь еврейский и халдейский ко всему Ветхому Завету, содержащий толкование всех слов, в Алькальской Академии вновь напечатанный».